# Tuborg
 (транскр.  Туборг) данска је пивара са седиштем у Фредерицији. Од 1970. део је предузећа Carlsberg. Познат је по производњи истоименог пива које је настало 1880.